# José Cornide Saavedra
José Andrés Cornide de Folgueira y Saavedra (Corunha, 25 de abril de 1734 — Madrid, 22 de fevereiro de 1803), senhor de Cebreiro, Madiz e Saa, foi um geógrafo, naturalista e humanista galego, e membro do movimento iluminista. Da perspectiva do Império Espanhol, realizou estudos histórico-geográfico-militares sobre Portugal.

## Biografia

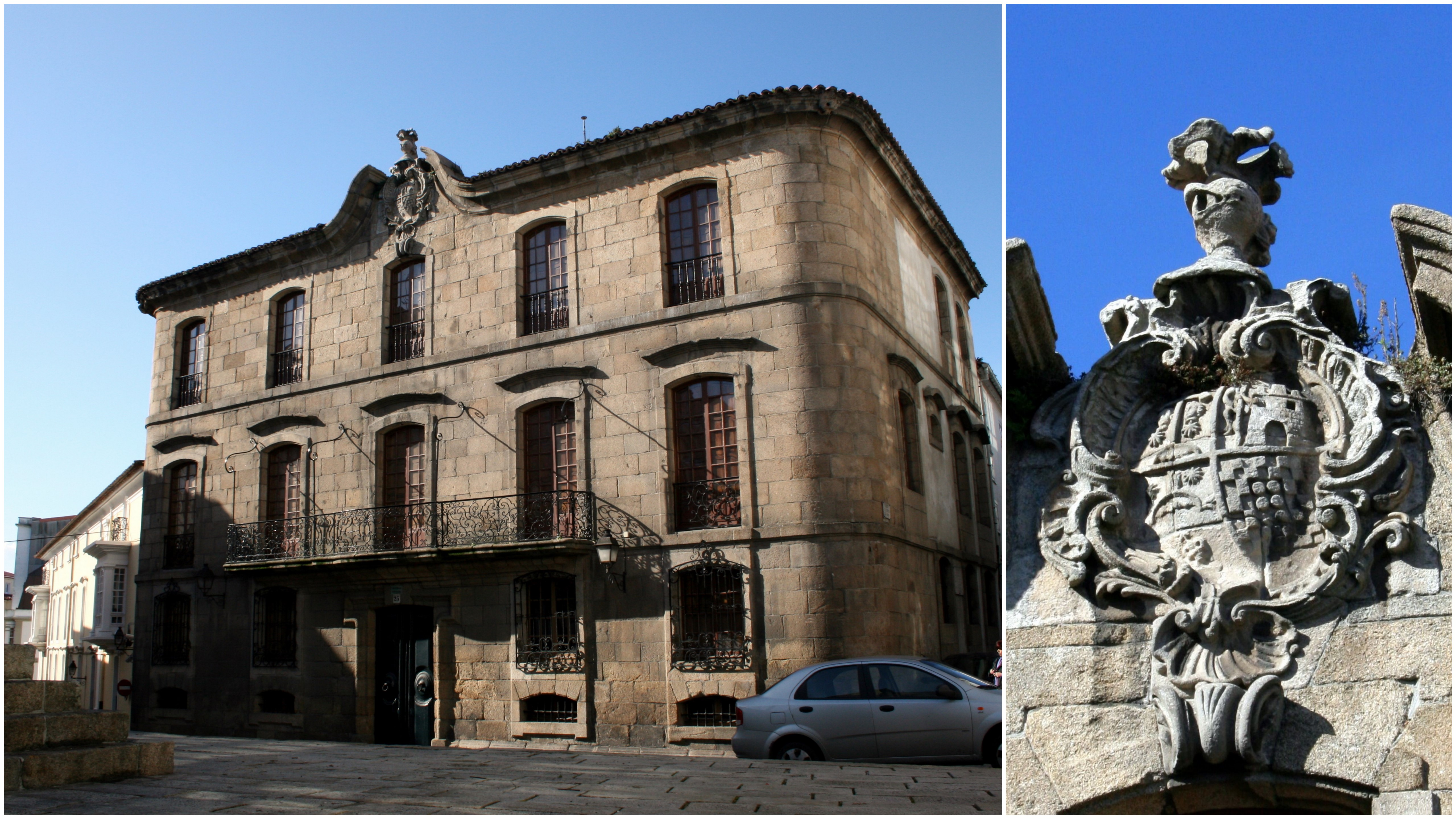
A Casa Cornide, antiga residência de José Cornide Saavedra, situada na Colegiada de Santa Maria do Campo, na Corunha.

De origem fidalga, estudou ciências humanas na Universidade de Santiago de Compostela. Foi regedor da cidade da Corunha, fundador da Sociedade Económica de Santiago, da Academia de Agricultura do Reino da Galiza, e foi o primeiro secretário perpétuo da Academia Real de História da Espanha (1802-1803), tendo desempenhado outros cargos. Ao longo da sua vida realizou vários estudos sobre a história, geografia e economia, sobretudo da Galiza.
Elaborou diversos mapas, principalmente os da diocese de Ourense e de Mondonhedo. Realizou numerosas crónicas de viagem, como Viaje desde Coruña a la Corte, e também cultivou a literatura nas línguas galega e espanhola, embora os seus poemas em língua galega se encontrem perdidos.

## Obras
- Memoria sobre la pesca de la sardina en las costas de Galicia (1774).
- Ensayo de una historia de los peces y otras producciones marinas de la costa de Galicia arreglado al sistema del caballero Carlos Linneo con un tratado de las diversas pescas y de las redes y aparejos con que se practican (1788).[2]
- Las Casitérides, o Islas del Estaño, restituidas a los mares de Galicia. Disertación crítica en que se procura probar que estas islas no son las Sorlingas, como pretende en su Britania Guillermo Cambden, y sí las de la costa occidental del reino de Galicia (1790).[3][4]
- Investigaciones sobre la fundación y fábrica de la llamada Torre de Hércules situada a la entrada del puerto de La Coruña.[5]
- Estado de Portugal en el año 1800.

- Introducción a la Memoria sobre el modo de hacer la guerra a Portugal y a la descripción de sus plazas fronterizas.
- Observaciones sobre el modo de hacer la guerra contra el reino de Portugal.
- Noticia de las plazas fronterizas del reino de Portugal y terreno intermedio.